# Wesley Lau
Pour les articles homonymes, voir Lau.
Wesley (Albert) Lau est un acteur américain, né le 18 juin 1921 à Sheboygan (Wisconsin), mort le 30 août 1984 à Los Angeles (Californie).

## Biographie
Wesley Lau débute au théâtre et contribue notamment à deux pièces représentées à Broadway (New York), la première comme régisseur en 1952, la seconde comme acteur en 1956.
Au cinéma, il apparaît dans seulement dix films américains, depuis Je veux vivre ! de Robert Wise (1958, avec Susan Hayward et Simon Oakland) jusqu'à Lepke, le caïd de Menahem Golan (comme acteur et scénariste, 1975, avec Tony Curtis dans le rôle-titre et Anjanette Comer).
Entretemps, mentionnons Alamo de John Wayne (1960, avec le réalisateur et Richard Widmark), Minuit sur le grand canal de Jerry Thorpe (1967, avec Robert Vaughn et Elke Sommer) et Alerte à la bombe de John Guillermin (1972, avec Charlton Heston et Yvette Mimieux).
À la télévision américaine, Wesley Lau joue dans soixante-six séries, la première en 1952 ; la dernière est L'Homme qui valait trois milliards (un épisode, 1975). Citons également Alfred Hitchcock présente (trois épisodes, 1958-1959), Perry Mason (quatre-vingt-deux épisodes, 1961-1965, dans le rôle du lieutenant Andy Anderson), Au cœur du temps (huit épisodes, 1966-1967, dans le rôle du sergent Jiggs) et Mission impossible (trois épisodes, 1969-1972).
S'ajoutent sept téléfilms, le premier diffusé en 1961, le dernier en 1981 (pour son ultime rôle).
Wesley Lau meurt en 1984, à 63 ans, des suites d'une crise cardiaque.

## Théâtre à Broadway (intégrale)
- 1952 : I've Got Sixpence (en) de (et mise en scène par) John Van Druten (comme régisseur)
- 1956 : Too Late the Phalarope (en) de Robert Yale Libott, costumes de Dorothy Jeakins : un invité à la réception

## Filmographie

### Cinéma (intégrale)
- 1958 : Je veux vivre ! (I Want to Live!) de Robert Wise : Henry L. Graham
- 1960 : Alamo (The Alamo) de John Wayne : Emil Sande
- 1967 : Les Détrousseurs (en) (The Ride to Hangman's Tree) d'Alan Rafkin : le shérif Gordon
- 1967 : Minuit sur le grand canal (The Venetian Affair) de Jerry Thorpe : Neill Carlson
- 1968 : Fureur à la plage (The Sweet Ride) d'Harvey Hart : Gene Bronson
- 1968 : La Brigade des cow-boys (Journey to Shiloh) de William Hale : le colonel Boykin
- 1968 : Panic in the City (en) d'Eddie Davis (en) : le lieutenant Brady
- 1972 : Alerte à la bombe (Skyjacked) de John Guillermin : Stanley Morris
- 1974 : La Tour des monstres (Homebodies) de Larry Yust : un contremaître du chantier de construction
- 1975 : Lepke, le caïd (Lepke) de Menahem Golan : le premier détective (+ scénariste)

### Télévision (sélection)

#### Séries

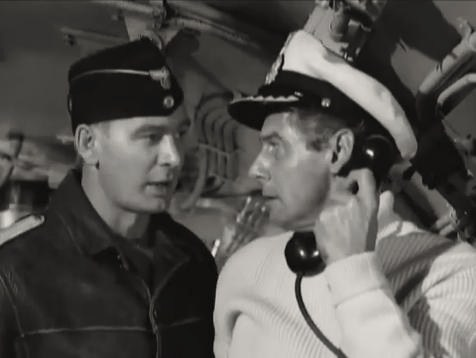
Avec Eric Feldary (à d.), dans la série One Step Beyond, épisode Le Sous-marin hanté (1959)

- 1958 : Mike Hammer (Mickey Spillane's Mike Hammer), première série
  - Saison 1, épisode 16 Peace Bond de John English : Johnny Conrad
- 1958-1959 : Alfred Hitchcock présente (Alfred Hitchcock Presents)
  - Saison 4, épisode 11 Les roses du désert poussent incroyablement (And the Desert Shall Blossom, 1958 - le shérif-adjoint Tex) d'Arthur Hiller et épisode 12 Un simple accident (Mrs. Herman and Mrs. Fenimore, 1958 - un détective) d'Arthur Hiller
  - Saison 5, épisode 4 Le Coyote de la lune (Coyote Moon, 1959) d'Herschel Daugherty : Harry
- 1959-1960 : One Step Beyond
  - Saison 1, épisode 17 Le Sous-marin hanté (The Haunted U-Boat, 1959) de John Newland : le lieutenant Schneider
  - Saison 2, épisode 24 Le Masque (The Mask, 1960) de John Newland : le lieutenant Harold Wilenski
- 1959-1960 : Gunsmoke ou Police des plaines (Gunsmoke ou Marshal Dillon)
  - Saison 4, épisode 17 Young Love (1959) : Rod Allison
  - Saison 5, épisode 12 Miguel's Daughter (1959) d'Andrew V. McLaglen : Ab
  - Saison 6, épisode 2 The Blacksmith (1960) d'Andrew V. McLaglen : Willy
- 1959-1960 : Peter Gunn
  - Saison 1, épisode 35 Kill from Nowhere (1959) de Lamont Johnson : Joe Scully
  - Saison 3, épisode 6 The Death Frame (1960) de Robert Gist : Eddie Cason
- 1960 : Bonne chance M. Lucky (Mr. Lucky)
  - Saison unique, épisode 13 The Two Million Dollar Window de Boris Sagal : Slate
- 1960 : Les Incorruptibles (The Untouchables)
  - Saison 2, épisode 8 Fille maudite (Kiss of Death Girl) : Whitey Barrows
- 1960-1966 : Bonanza
  - Saison 1, épisode 23 La Justice du désert (Desert Justice, 1960) de Lewis Allen : Dave Walker
  - Saison 7, épisode 24 La Promesse (Her Brother's Keeper, 1966) de Virgil W. Vogel : Carl Armory
- 1961 : La Grande Caravane (Wagon Train)
  - Saison 4, épisode 25 The Christopher Hale Story d'Herschel Daugherty : Stevens
  - Saison 5, épisode 3 The Maud Frazer Story de David Butler : un sergent de cavalerie
- 1961 : Aventures dans les îles (Adventures in Paradise)
  - Saison 3, épisode 3 Vendetta de Jus Addiss : Paul Moore
- 1961-1962 : La Quatrième Dimension (The Twilight Zone)
  - Saison 2, épisode 17 Sans escale de vie à trépas (Twenty Two, 1961) de Jack Smight : un agent de la compagnie aérienne
  - Saison 3, épisode 25 Le Fugitif (The Fugitive, 1962) de Richard L. Bare : le premier extra-terrestre
- 1961-1965 : Perry Mason, première série
  - Saisons 5 à 8, 82 épisodes : le lieutenant Andy Anderson
- 1965 : La Grande Vallée (The Big Valley)
  - Saison 1, épisode 9 Enterrés vivants (Earthquake) de Paul Henreid : Ralph Snyder
- 1966-1967 : Laredo
  - Saison 1, épisode 16 The Calico Kid (1966) de Lawrence Dobkin : Jacobus Carson
  - Saison 2, épisode 15 The Seventh Day (1967) d'Irving J. Moore : le révérend Egan Thomas
- 1966-1967 : Au cœur du temps (The Time Tunnel)
  - Saison unique, épisode 1 Rendez-vous avec hier (Rendezvous with Yesterday, 1966) d'Irwin Allen, épisode 2 Le Chemin de la Lune (One Way to the Moon, 1966), épisode 3 La Fin du monde (End of the World, 1966) de Sobey Martin, épisode 6 Le Volcan tragique (The Crack of Doom, 1966) de William Hale, épisode 7 La Revanche des dieux (Revenge of the Gods, 1966) de Nathan Juran et Sobey Martin, épisode 8 Massacre (titre original, 1966), épisode 24 Chasse à travers le temps (Chase Through Time, 1967) de Sobey Martin, et épisode 27 Merlin le magicien (Merlin the Magician, 1967) : le sergent Jiggs
- 1966-1968 : Le Virginien (The Virginian)
  - Saison 4, épisode 16 Nobody Said Hello (1966) d'Alf Kjellin :  Matt McLain
  - Saison 5, épisode 15 Vengeance Trail (1967) de Thomas Carr : le shérif Ben Morris
  - Saison 6, épisode 19 The Gentle Tamers (1968) : Hoyt
- 1967 : Match contre la vie (Run for Your Life)
  - Saison 2, épisode 27 A Choice of Evils de Ben Gazzara : Phil Carson
- 1967 : Commando Garrison (Garrison's Gorillas)
  - Saison unique, épisode 4 Banker's Hours : Karl Vogel
- 1968 : Le Monde merveilleux de Disney (The Wonderful World of Disney ou Disneyland)
  - Saison 14, épisodes 24 et 25 The Mystery of Edward Simms, Parts I & II, de Seymour Robbie : M. Parker

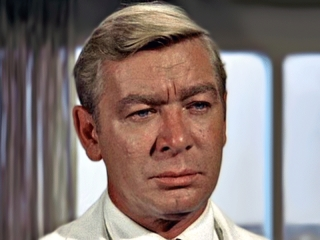
Dans la série Mission impossible, épisode Au plus offrant (1969)

- 1969-1971 : La Nouvelle Équipe (The Mod Squad)
  - Saison 2, épisode 8 Willie Poor Boy (1969) de George McCowan : Dr Albee
  - Saison 4, épisode 8 The Poisoned Mind (1971) de Don McDougall : Dr Maggio
- 1969-1971 : Mission impossible (Mission: Impossible), première série
  - Saison 3, épisode 17 Au plus offrant (Doomsday, 1969) de John Llewellyn Moxey : Dr Thorgen
  - Saison 5, épisode 6 Mon frère, mon ennemi (My Friend, My Enemy, 1970) de Gerald Mayer : Karl Maur
  - Saison 6, épisode 20 Le Piège (Double Dead, 1972) : Jim Thompson
- 1972-1973 : Cannon
  - Saison 2, épisode 11 Les murs ont des oreilles (Hear No Evil, 1972) de Charles S. Dubin : Ray Norman
  - Saison 3, épisode 14 La Vallée des damnés (Valley of the Damned, 1973) de Lawrence Dobkin : le sergent Harry Wharton
- 1973 : L'Homme de fer (Ironside)
  - Saison 7, épisode 3 Le Tigre (In the Forests of the Night) de Russ Mayberry : le lieutenant Thompkins
- 1973-1974 : Le Magicien (The Magician)
  - Saison unique, épisode 6 Ovation pour un meurtre (Ovation for Murder, 1973), épisode 11 Les Pointes diaboliques (Shattered Image, 1974) de Michael O'Herlihy et épisode 13 L'Étrange Imposture, 2e partie (The Illusion of the Curious Counterfeit, Part II) : le capitaine Ivan Gottschalk
- 1975 : L'Homme qui valait trois milliards (The Six Million Dollar Man)
  - Saison 2, épisode 13 Un amour perdu (Lost Love) d'Arnold Laven : Emil

#### Téléfilms
- 1971 : Crosscurrent de Jerry Thorpe : l'inspecteur Poole
- 1972 : Sans issue (No Place to Run) de Delbert Mann et John Badham : Bill Ryan
- 1973 : Incident on a Dark Street (en), téléfilm de Buzz Kulik : John Pine
- 1973 : Call to Danger de Tom Gries : un sergent de police
- 1974 : Le mort a disparu (Cry Panic) de James Goldstone : Joe Red
- 1981 : La Vallée des poupées (Jacqueline Susan's Valley of the Dolls) de Walter Grauman : l'homme au chien